# Мумія (фільм, 2026)
«Мумія» (англ. The Mummy) — майбутній американський надприродний фільм жахів сценариста і режисера Лі Кроніна. Його продюсують Джейсон Блум і Джеймс Ван під їхніми компаніями Blumhouse Productions і Atomic Monster відповідно, разом із виробничою компанією Кроніна Doppelgängers. У головних ролях Джек Рейнор і Лая Коста.

## Акторський склад
| Актор       | Роль |
| ----------- | ---- |
| Джек Рейнор |      |
| Лая Коста   |      |

## Виробництво
У червні 2024 року New Line Cinema призначила на 17 квітня 2026 року прем'єру фільму без назви, написаного і знятого Лі Кроніном. Наступного грудня було виявлено, що фільм без назви є новою версією «Мумії». Він створений Blumhouse Productions, Atomic Monster і Doppelgängers для New Line Cinema.
У березні 2025 року Джек Рейнор і Лайя Коста доєдналися до акторського складу.

### Зйомки
Основні зйомки розпочалися в Ірландії та Іспанії 24 березня 2025 року.

## Випуск
Прем'єра в США запланована на 17 квітня 2026 року.